# إيما غاد
إيما غاد (بالدنماركية: Emma Gad) هي كاتِبة دنماركية، ولدت في 21 يناير 1852 في كوبنهاغن في الدنمارك، وتوفي بنفس المكان في 8 يناير 1921.

## وصلات خارجية
- إيما غاد على موقع IMDb (الإنجليزية)